# Arab névelő
- a névelő: ألف ولام التعريف [alif wa lām at-taʿrīf]
- kötő hamza: همزة الوصل [hamzat al-waṣl]
- napbetűk: الحروف الشمسية [al-ḥurūf aš-šamsiyya]
- holdbetűk: الحروف القمرية [al-ḥurūf al-qamariyya]

Az arab nyelv névszói önmagukban határozatlanok, ezért csupán egyetlen, határozott névelőt használ. A „névelő” kifejezés így tulajdonképpen nem is létezik arabul, saját névelőjüket – írásmódjára és szerepére utalva – a „határozottság (alif-)lám-ja” névvel illetik.

## Szerepe
A névelő funkciója a határozottság jelölése. Főnevekhez, melléknevekhez és számnevekhez kapcsolódhat.

## Írásmódja
Az arab névelő a szó előtt áll, mindig összekapcsolódva vele. Két betűből áll: egy alifból (ا) – amin speciális mellékjellel jelölhető, hogy nem [a:] hangot reprezentál – és egy lāmból (ل). Az írásban kapcsolt prepozíciók közül a -nak/-nek jelentésű li- (لِ) kapcsolódása esetén az írásképből – tulajdonképpen esztétikai okokból – kiesik az alif, a bi- (بِ) és a kötőszó szerepű fa- (فَ) mellett azonban nem.
| Arab   | Jelentés       |
| ------ | -------------- |
| الولد  | a fiú          |
| بالولد | a fiú által    |
| للولد  | a fiúnak       |
| فالولد | a fiú pedig... |

## Kiejtése
A névelő írásmódja félreértésekhez vezethet a kiejtés vonatkozásában.

### Az alif
Az alif itt az ún. kötő hamza hordozójaként szerepel, tehát önálló hangértéke csak akkor van, ha nem előzi meg magánhangzó. A tulajdonképpeni névelő tehát a lām. A klasszikus arab nyelvre vonatkozó szótagszabály nem ismer magánhangzóval kezdődő szótagot, ebből következik, hogy minden szó mássalhangzóval kezdődik. Viszont az arabban két mássalhangzóval kezdődő szótag sem létezik, márpedig a lām megjelenésével ilyen alakulna ki. A kötő hamzát reprezentáló alifra tehát csupán ennek kiküszöbölése érdekében van szükség, épp ezért, ha magánhangzóra végződik a névelős névszót megelőző szó, a kiejtésben nem is mutatkozik meg (daḫala l-mudarris = a tanító bejött). Ha viszont mondatkezdő helyzetben van, vagy mássalhangzóra végződik a megelőző szó, torokzár + a [ʔa] módjára vokalizálódik (ʾAl-mudarrisu musinnun. = A tanító idős.) Mivel a nyugati fül számára a szókezdő torokzár általában észrevehetetlen, jelölését még a tudományos átírásban is el szokás hagyni.

### A lām

Az arab ábécé. Piros: napbetűk, fekete: holdbetűk

Mint említettük, a lām jelképezte hangot tekinthetjük a tulajdonképpeni névelőnek. A betű hangértéke, bár a névelő írásmódja minden esetben változatlan, azonban nem minden esetben [l]. Amennyiben ugyanis a névelős szó kezdőhangjának képzési helye labiodentális, alveoláris vagy posztalveoláris – azaz közel esik az [l] képzési helyéhez –, a névelő mássalhangzója hasonulni fog hozzá a kiejtésben. Ez alól egyetlen kivétel a klasszikus és irodalmi nyelvhasználatban [d͡ʒ] ejtésű ج [ǧīm], aminek feltehetően az az oka, hogy a hang kiejtése eredetileg nem ilyen, hanem veláris [g] volt, amelynél valóban nem következett be hasonulás, ám a kiejtés megváltozását nem követte a névelő mássalhangzójának változása. A többi betű esetében a névelő mássalhangzója [l] hangértékű. Ennek alapján akár úgy is fogalmazhatunk, hogy a névelő az első csoportba tartozó betűk esetén az első mássalhangzó meghosszabbodása, a másodikban pedig [l].
Az arab nyelvészet terminológiáját használva azokat a betűket, amelyek hasonulást váltanak ki, „napbetűk”-nek, a többit pedig „holdbetűk”-nek szokás nevezni, ugyanis a Nap szó [aš-šams] kezdőhangja (posztalveoláris [ʃ]) hasonul, a Hold szóé [al-qamar] (uvuláris [q]) pedig nem.

## Átírása
- Mint fentebb említettük, a kezdő helyzetben ejtett torokzár jelölésétől többnyire tartózkodni szokás, így csupán a magánhangzó jelenik meg az átírásban – többnyire kisbetűvel, még tulajdonnevek előtt is, de helyenként nagybetű is előfordul. Azokban az esetekben, amikor ejtésben nem jelenik meg ez a kötőhang, háromféle eljárás létezik. Bizonyos átírások mindig kiírják az a-t, függetlenül a megjelenésétől. Szintén gyakori eljárás az, hogy aposztrófot tesznek a helyére. Ritkább, hogy az egyébként nem ejtett hangot egyáltalán nem jelölik.
- A mássalhangzó átírásában kétféle gyakorlat létezik. A legtöbb átírásban a tényleges ejtés figyelembe vétele nélkül minden esetben l betűvel jelölik, és ritkább (pl. a DIN 31635-ös szabvány is így használja), hogy a hasonulásokat tükrözve a tényleges hangértéknek megfelelő betűt használjuk fel.
- Az arab nyelv tudományos átírásai esetében általános, hogy a névelőt kötőjellel kapcsolják a szóhoz, jelezve, hogy annak nem szerves része. (Egybe- vagy különírás populáris átiratokban jelenik meg.)